# 中津市立中津市民病院
中津市立中津市民病院（なかつしりつ なかつしみんびょういん）は、大分県中津市大字下池永にある、中津市が運営する公立病院。
国立中津病院を前身とし、大分県北部の中核的な医療機関のひとつである。その立地から、大分県北部医療圏と福岡県京築地区南部（吉富町、上毛町、豊前市、築上町）を診療圏としている。建設から40年を経て改築され、2012年10月1日に新病院が開院した。

## 診療科目
- 内科
- 糖尿病・内分泌内科
- 心療内科
- 神経内科
- 呼吸器内科
- 消化器内科
- 循環器内科
- 血液内科
- 腎臓内科
- 小児科
- 外科
- 消化器外科
- 内視鏡外科
- 乳腺外科
- 肛門外科
- 呼吸器外科
- 小児外科
- 泌尿器科
- 整形外科（休診中）
- 脳神経外科
- 心臓血管外科
- 産婦人科
- 耳鼻咽喉科（休診中）
- 放射線科
- 麻酔科
- 病理診断科
- 歯科口腔外科
- リハビリテーション科[1]

## 専門外来
- 緩和ケア外来
- セカンドオピニオン外来
- 助産師外来
- 小児科専門外来
  - 小児心臓外来
  - 小児腎臓外来
  - 小児免疫アレルギー外来
  - 小児神経外来
  - 小児内分泌外来
  - 予防接種相談外来[3]
- ペースメーカー外来[4]

## 指定・認定
- 救急告示病院
- 労災保険指定病院
- 生活保護法指定病院
- 更生医療指定病院
- 災害拠点病院
- 臨床研修病院
- 指定自立支援医療機関
- 地域周産期母子医療センター
- 地域がん診療連携拠点病院
- 地域医療支援病院
- へき地医療拠点病院[1]

## 認定研修施設
- 日本外科学会認定医制度修練施設（2003年12月1日）
- 日本外科学会外科専門医制度修練施設（2002年12月1日）
- 日本呼吸器外科学会専門医制度関連施設（2002年5月23日）
- 日本消化器外科学会専門医修練施設（2001年12月12日）
- 日本がん治療認定医機構認定研修施設（2007年11月1日）
- 日本乳癌学会関連施設（2004年1月1日）
- 日本泌尿器科学会泌尿器科専門医教育施設（2005年12月5日）
- 日本医学放射線学会専門医修練機関（2004年7月1日）
- 日本IVR学会専門医修練施設（2007年2月2日）
- 臨床研修病院（2003年10月27日）
- 日本小児科学会小児科専門医研修施設（2005年4月1日）
- 日本小児循環器学会小児循環器専門医修練施設（2008年4月1日）
- 日本周産期・新生児医学会周産期新生児専門医暫定研修施設（2004年4月1日）
- 日本周産期・新生児医学会周産期母体・胎児専門医暫定研修施設（2006年4月1日）
- 臨床修練病院（2006年10月19日）
- 日本消化器内視鏡学会指導施設（2007年12月1日）
- マンモグラフィ検診施設（2008年7月1日）
- 日本消化器病学会認定施設（2009年12月2日）
- 日本循環器学会認定循環器専門医研修関連施設（2001年3月1日）
- 日本病理学会研修登録施設（2010年4月1日）
- 日本泌尿器科学会泌尿器科専門医教育施設　基幹教育施設（2011年4月1日）
- 日本麻酔科学会 麻酔科認定病院（2011年7月1日）
- 日本産婦人科学会専門医制度　専攻医指導施設（2011年10月1日）
- 日本内科学会認定教育関連病院（2011年8月1日）
- 日本大腸肛門病学会認定施設（2011年10月1日）
- 日本静脈経腸栄養学会・NST稼働施設（2012年4月1日）
- 日本脳卒中学会専門医研修教育病院（2014年1月1日）
- 日本肝臓学会教育関連施設（2016年4月1日）
- 日本糖尿病学会認定教育施設（2016年4月1日）
- 日本病院総合診療医学会認定施設（2017年4月1日）
- 日本静脈経腸栄養学会認定教育施設（2017年4月1日）
- 日本アレルギー学会教育研修施設（2017年7月1日）
- 日本小児神経学会認定研修施設（2017年11月1日）
- 特定非営利活動法人婦人科悪性腫瘍研究機構登録参加施設（2018年3月6日）
- 日本肝臓学会認定施設（2018年4月1日）
- 日本口腔外科学会認定研修施設（2018年10月1日）
- 下肢静脈瘤血管内焼灼術実施・管理委員会実施施設（2018年12月1日）
- 日本膵臓学会認定指導医指導施設（2019年1月1日）[5]

## 沿革
- 2000年（平成12年）7月1日 - 国立中津病院から経営移譲を受け、中津市立中津市民病院開設。
- 2007年（平成19年）4月1日 - 院内保育所開設。
- 2010年（平成22年）
  - 6月24日 - 新病院起工式。
  - 7月12日 - 休診中だった産科診療を再開。
  - 12月1日 - 地域周産期母子医療センターに認定。
- 2011年（平成23年）4月1日 - がん診療連携拠点病院に指定。
- 2012年（平成24年）10月1日 - 新病院開院。
- 2013年（平成25年）
  - 4月1日 - 脳神経外科の診療を開始。
  - 5月24日 - 地域医療支援病院に承認。
- 2014年（平成26年）
  - 4月1日 - 地方公営企業法の全部適用を開始。
  - 4月1日 - 大分県からへき地医療拠点病院の指定[6]。

## 院長
- 2000年（平成12年）7月1日 - 松股孝（2007年（平成19年）3月31日まで）
- 2007年（平成19年）4月1日 - 増田英隆（2010年（平成22年）3月31日まで）
- 2010年（平成22年）4月1日 - 池田正仁（2014年（平成26年）3月31日まで）
- 2014年（平成26年）4月1日 - 横田昌樹（2016年（平成28年）3月31日まで）
- 2016年（平成28年）4月1日 - 是永大輔（2021年（令和3年）3月31日まで）
- 2021年（令和3年）4月1日 - 折田博之

## アクセス
- 九州旅客鉄道（JR九州）日豊本線中津駅下車、大分交通バスの八面山登山口行き・大貞車庫行きに乗車し、中津市民病院前停留所にて下車。または、豊後高田行き・安心院行き・四日市行き・田中行きに乗車し、中津市民病院入口停留所にて下車。
- 中津市三保地区からは、コミュニティバス三保線が1日5便運行（平日のみ運行。中津駅-市民病院間のみの利用は不可）。
- 隣接する福岡県豊前市（豊前市役所）からは、コミュニティバス豊前・中津線が1日4往復運行（平日のみ運行）[7][8]。